# Молгачкино
Молга́чкино (чув. Мулкачкасси) — деревня в Шумерлинском районе Чувашской республики. Входила в состав Торханского сельского поселения до его упразднения в 2021 году.

## География
Находится в западной части Чувашии на расстоянии приблизительно 12 км на северо-восток по прямой от районного центра города Шумерля.

## История
Известна с 1798 года, когда здесь было учтено 16 дворов и 93 жителя. В 1880 году отмечено 48 дворов и 255 жителей, в 1897 — 60 дворов и 317 жителей, в 1927 104 двора и 514 жителей, в 1939 572 жителя, в 1979 263 жителя. В 2002 году учтено 69 дворов, в 2010 39 домохозяйств. В период коллективизации работал колхоз «Молодая сила», в 2010 году СХПК «Комбинат».

## Население
Население составляло 140 человек (чуваши 96 %) в 2002 году, 118 в 2010.